# Eddie Gustafsson
Douglas Edward Alexander Gustafsson McIntosh (Filadélfia, 31 de janeiro de 1977) é um ex-futebolista sueco, nascido nos Estados Unidos, que atuava como goleiro.

## Carreira
Gustafsson iniciou a carreira em 1993, no IFK Estocolmo, quando ainda integrava as categorias de base, jogando 5 partidas até 1994, quando foi contratado pelo IFK Norrköping, onde atuaria por 7 temporadas (86 jogos).
Entre 2002 e 2008, teve passagem destacada pelo futebol da Noruega, atuando por Molde (71 partidas), HamKam (26 jogos) e Lyn (63 jogos), assinando com o Red Bull Salzburg (Áustria) em janeiro deste último.
Em abril de 2010, durante a partida contra o LASK Linz, o goleiro se envolveu num lance violento com o atacante adversário Lukas Kragl, que ao tentar roubar a bola de Gustafsson, o atingiu na perna esquerda, fraturando a tíbia e a fíbula - Kragl recebeu apenas cartão amarelo, assim como Christoph Leitgeb, por sua reação após o lance. Gustafsson voltaria a jogar apenas em 2011, num amistoso contra o Spartak Moscou. Recuperado, perdeu a vaga de titular para Péter Gulácsi e virou terceiro goleiro do Salzburg, pelo qual disputou 69 partidas; a última delas foi na última rodada do Campeonato Austríaco de 2013–14, até ser substituído por Gulácsi na partida frente ao SV Ried, encerrando sua carreira aos 35 anos.

## Seleção
Pela Seleção Sueca, o goleiro estreou na vitória por 1 a 0 sobre a Dinamarca, no mesmo dia que faz 23 anos de idade, sendo o primeiro atleta negro a jogar na posição na história da equipe. 
Não disputou nenhuma competição oficial pelos Blågults, embora tivesse integrado as pré-listas para as Eurocopas de 2004 e 2008, além de ter sido preterido para a Copa de 2006.

## Títulos
Red Bull Salzburg
- Campeonato Austríaco: 4 (2008–09, 2009–10, 2011–12 e 2013–14)
- Copa da Áustria: 2 (2011–12 e 2013–14)

### Individuais
- Goleiro do ano na Noruega: 2008
- Goleiro do ano na Áustria: 2010